# Yucatán (stát)
Yucatán je mexický spolkový stát, který zabírá severozápadní část stejnojmenného poloostrova. Na západě a jihozápadě hraničí s Campeche, na severu s Mexickým zálivem a na jihu a východě s Quintana Roo. Jeho rozloha je 39 524 km², má přibližně 2,3 milionů obyvatel a je rozdělen na 106 částí. Hlavním městem je Mérida.
V tomto státě se nacházejí některé z dřívějších významných mayských měst jako jsou například Chichén Itzá nebo Uxmal. Z těchto měst však už zbyly jen ruiny.

## Největší města
| Město                    | Obyvatelstvo 2000 (Sčítání lidu) | Obyvatelstvo 2005 (Aktualizovaný stav) |
| ------------------------ | -------------------------------- | -------------------------------------- |
| Mérida                   | 662 530                          | 717 175                                |
| Progreso                 | 44 354                           | 47 124                                 |
| Tizimín                  | 39 525                           | 41 993                                 |
| Kanasín                  | 37 674                           | 40 027                                 |
| Valladolid               | 37 332                           | 39 663                                 |
| Ticul                    | 28 502                           | 30 282                                 |
| Umán                     | 26 657                           | 28 472                                 |
| Tekax de Álvaro Obregón  | 21 580                           | 22 806                                 |
| Hunucmá                  | 20 978                           | 22 288                                 |
| Oxkutzcab                | 20 244                           | 21 508                                 |
| Motul de Carrillo Puerto | 19 868                           | 21 109                                 |